# Phantasm (personaggio)
Phantasm, alter ego di Danny Chase, è un personaggio dei fumetti DC Comics.

## Biografia del personaggio
Danny Chase fu un membro dei Teen Titans per un brevissimo periodo. Una creazione di Marv Wolfman, co-creatore e scrittore della serie, Danny fu cresciuto da due genitori che in realtà erano due spie internazionali. Come risultato, fu estensivamente addestrato nell'arte dello spionaggio, dell'infiltrazione e dell'acquisizione intellettiva. In più, era un metaumano con abilità telecinetiche e una memoria quasi fotografica. Sebbene Wolfman sperasse che il personaggio potesse redimere il concetto di "eroe adolescente" verso un gruppo di personaggi principalmente formato da ventenni, Danny fu assorbito come una svolta da uno dei personaggi fondamentali del suo gruppo, Changeling (ora Beast Boy).
Problematicamente, il personaggio fu spesso raffigurato come altamente maligno ed egoista, il che si dimostrò inefficace ed impopolare verso i nuovi fan. Wolfman tentò varie volte di fare in modo che il personaggio più vicino possibile alla nicchia di fan dei Titans, includendolo brevemente mascherato dal misterioso "Phantasm" durante la storia Titans Hunt. Tuttavia, la pressione negativa dei fan fu abbastanza forte da spingere Danny fuori dalla serie.
Alla fine, il personaggio fu in qualche modo riabilitato quando volle consapevolmente di sacrificare la sua vita per salvare il mondo di Raven, Azarath, in quanto lui, Arella, e le anime senza corpo di Azarath si fusero tutti e tre in questa creatura che si autonominò Phantasm.
Il personaggio di Danny Chase ricomparve per un breve periodo come uno schiavo non-morto di Brother Blood nella serie più recente dei Teen Titans.

### Un Anno Dopo
In Teen Titans vol. 3 n. 39, Zachary Zatara menzionò al fatto che lui e Kid Devil fecero una gita su Nuova Azarath, dove furono quasi mangiati da Phantasm.

### La notte più profonda
Danny Chase rivisse brevemente come Lanterna Nera nella miniserie Blackest Night: Titans. Tuttavia, il suo corpo venne distrutto subito da un fascio di luce bianca proiettata da Dawn Granger.

## Altri Phantasm
- Un Phantasm comparve in Adventure Comics n. 485. Era un membro dei Master's Evil Eight e combatté contro Chris King e Vicky Grant.